# Tajuria karenkonis
Tajuria karenkonis är en fjärilsart som beskrevs av Matsumura 1929. Tajuria karenkonis ingår i släktet Tajuria och familjen juvelvingar. Inga underarter finns listade i Catalogue of Life.